# Зона ожидания
Зо́на ожида́ния — воздушное пространство установленного размера, располагающееся, как правило, над радионавигационной точкой (например, VOR или ОПРС), которое предназначено для ожидания воздушным судном своей очереди для захода на посадку или подхода в район аэродрома.
Полёт в зоне ожидания выполняется на определённом уровне (высоте или эшелоне), заданном органом управления воздушным движением. Интервалы между воздушными судами по вертикали выдерживаются согласно правилам эшелонирования. На одном уровне в один момент времени может находиться только одно воздушное судно. По указанию органа управления воздушным движением, во время полёта в зоне ожидания может выполняться снижение или набор высоты.
Минимально допустимый уровень полёта в зоне ожидания должен обеспечивать запас высоты над препятствиями не менее 300 метров в равнинной местности и 600 метров в горной. Высота второго эшелона зоны ожидания в России является стандартным рубежом передачи между диспетчерскими пунктами подхода (ДПП) и круга (ДПК).
В схеме зоны ожидания, которая разрабатывается органами управления воздушным движением, различают следующие части: контрольная точка, линия пути приближения, линия пути удаления. Разворот на линию пути удаления происходит в момент выхода на контрольную точку. Разворот на линию пути приближения — там где указан отсчет времени 1 минуту на или ниже 4250 метров (14000 фут), 1,5 минуты выше 4250 метров (14000 фут) или до достижения соответствующего ограничительного расстояния по DME там, где указано расстояние.
Все развороты должны выполняться с углом крена 25° или скоростью 3°/с, при этом используется меньший угол крена.

## Вход в зону ожидания
При выдаче команды на занятие зоны ожидания диспетчер сообщает экипажу воздушного судна курс, направление разворота, эшелон и расчётное время выхода из зоны ожидания.
- Схемы входа в зону ожидания
- Параллельный вход (сектор 1)
- Смещенный вход (сектор 2)
- Прямой вход (сектор 3)

- Вход из сектора 1. Параллельный. После выхода на контрольную точку выполняется разворот для следования от контрольной точки параллельно линии пути удаления в течение установленного времени (на установленное расстояние), затем выполняется разворот на стороне ожидания для выхода на линию пути приближения или на контрольную точку.

- Вход из сектора 2. Смещённый. После выхода на контрольную точку выполняется разворот для следования в направлении, отличающемся от обратного направления линии пути приближения на 30°, выполняется полёт в течение установленного времени (на установленное расстояние), затем выполняется разворот на линию пути приближения.

- Вход из сектора 3. Прямой. После выхода на контрольную точку полёт выполняется согласно процедуре схемы ожидания.